# Arteria timpánica inferior
La arteria timpánica inferior o arteria del agujero rasgado posterior ([TA]: Arteria tympanica inferior) es una pequeña arteria que se origina en la arteria faríngea inferior. No presenta ramas.

## Trayecto
Es una pequeña rama que pasa a través de un diminuto agujero en la porción petrosa del hueso temporal, en compañía con la rama timpánica del nervio glosofaríngeo, para irrigar la pared medial de la cavidad timpánica y anastomosarse con las demás arterias timpánicas.

## Distribución
Se distribuye hacia la pared interna de la caja del tímpano.